# Ralf Metzenthin
Ralf Metzenthin (* 1970 in Bochum) ist ein deutscher Wissenschaftler und Unternehmer.
Nach einer Ausbildung von 1991 bis 1994 absolvierte Metzenthin innerhalb von sieben Semestern sein Studium der Wirtschaftswissenschaft an der Ruhr-Universität Bochum. Schwerpunkt war dabei Marketing am Lehrstuhl von Peter Hammann. Er wirkte hier als wissenschaftlicher Mitarbeiter von 1998 bis 2002, absolvierte 2003 das Promotionsverfahren summa cum laude im Bereich Unternehmenszusammenschlüsse und erhielt dafür den Klaus-Marquardt-Preis. Seither ist er als Consultant sowie als Dozent tätig. Er wurde 2009 an der FOM Hochschule für Oekonomie & Management zum Professor ernannt. Metzenthins wissenschaftlicher Hauptansatz ist die Untersuchung von Unternehmen anhand von Kompetenzen. Metzenthin lebt in Bochum.